# Popina, Silistra
Popina (în bulgară Попина) este un sat în comuna Sitovo, regiunea Silistra, Dobrogea de Sud, Bulgaria. 
Între anii 1913-1940 a făcut parte din plasa Silistra a județului Durostor, România.

## Demografie
Componența etnică a satului Popina
     Bulgari (92,56%)
     Nicio identificare (6,3%)
     Altele (1,13%)
La recensământul din 2011, populația satului Popina era de 619 locuitori. Din punct de vedere etnic, majoritatea locuitorilor (92,56%) erau bulgari. Pentru 6,3% din locuitori nu este cunoscută apartenența etnică.